# Мар'ян Ейнбахер
Маріан Ейнбахер (пол. Marian Einbacher; нар. 8 січня 1900, Познань, Королівство Пруссія — пом. 12 січня 1943, Аушвіц-Брікенау, Польща, окупована Третім Рейхом) — польський футболіст, виступав на позиції нападника, гравець збірної Польщі, банківський клерк.

## Клубна кар'єра
Народився в Познані в сім'ї Франца Ейнбахера (1855-1914) та Антоніни (до шлюбу Зимінська, 1865-1935). Був гравцем познанської «Варти», як до початку, так і по завершенні Великої війни. Грав на різних позиціях у нападі познанського клубу. У 1922 та 1925 роках став віце-чемпіоном Польщі, а в 1921 році — бронзовим призером польського чемпіонату. У цьому турнірі зіграв 18 матчів, в яких відзначився 14-а голами.
У 1925 році завершив кар'єру футболіста через травму колінного суглобу.

## Кар'єра в збірній
У збірній Польщі зіграв лише одного разу, взявши участь в історичному першому міжнародному поєдинку польської команди (18 грудня 1921 року Польща поступилася в Будапешті з рахунком 0:1 збірній Угорщини).

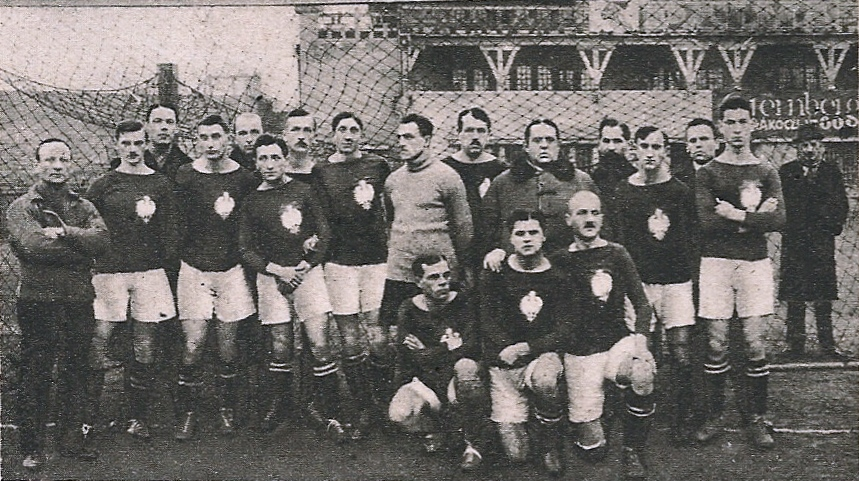
Збірна Польщі напередодні матчу зі збірною Угорщини (1921, Ейнбахер стоїть другий зліва з орлом на сорочці)

## По завершенні кар'єри
По завершенні спортивної кар'єри працював у банківській сфері, був директором Народного банку в Познані. У 1925 році став почесним президентом «Варти».
Під час німецької окупації був заарештований за участь у польському підпільному русі та відправлений до концтабору Аушвіц-Брікенау, де помер 12 січня 1943 року. Брав участь у «матч смерті» між в'язнями концтабору і солдатами СС.

## Статистика

### Клубна
| Клуб              | Сезон             | Ліга              | Ліга  | Ліга |
| Клуб              | Сезон             | Ліга              | Матчі | Голи |
| ----------------- | ----------------- | ----------------- | ----- | ---- |
| «Варта» (Познань) | 1921              | ЧП                | 8     | 7    |
| «Варта» (Познань) | 1922              | ЧП                | 4     | 2    |
| «Варта» (Познань) | 1923              | ЧП                | 5     | 5    |
| «Варта» (Познань) | 1925              | ЧП                | 1     | 0    |
| Усього за кар'єру | Усього за кар'єру | Усього за кар'єру | 18    | 14   |

### У збірній
| №  | Дата       | Місце              | Суперник | Рахунок | Змагання    | Грав | Примітки            | Джерело |
| -- | ---------- | ------------------ | -------- | ------- | ----------- | ---- | ------------------- | ------- |
| 1. | 18.12.1921 | Будапешт, Угорщина | Угорщина | 0:1     | товариський | 90'  | Перший матч Польщі. | [ 4 ]   |

## Досягнення
- Перша ліга Польщі
  -  Срібний призер (2): 1922, 1925
  -  Бронзовий призер (2): 1921, 1923